# .tj
‎.tj‏ دامنه اینترنتی کشور تاجیکستان است.